# Liste der Kulturdenkmale in Greiz
In der Liste der Kulturdenkmale in Greiz sind die Kulturdenkmale der thüringischen Kreisstadt Greiz aufgelistet.

## Legende
- Bild: zeigt ein Bild des Kulturdenkmals und gegebenenfalls einen Link zu weiteren Fotos des Kulturdenkmals im Medienarchiv Wikimedia Commons
- Bezeichnung: Name, Bezeichnung oder die Art des Kulturdenkmals
- Lage: Wenn vorhanden Straßenname und Hausnummer des Kulturdenkmals; Grundsortierung der Liste erfolgt nach dieser Adresse. Der Link Karte führt zu verschiedenen Kartendarstellungen und nennt die Koordinaten des Kulturdenkmals.
 Kartenansicht, um Koordinaten zu setzen – in dieser Kartenansicht sind Kulturdenkmale ohne Koordinaten mit einem roten bzw. orangen Marker dargestellt und können in der Karte gesetzt werden. Kulturdenkmale ohne Bild sind mit einem blauen bzw. roten Marker gekennzeichnet, Kulturdenkmale mit Bild mit einem grünen bzw. orangen Marker.
- Datierung: gibt das Jahr der Fertigstellung beziehungsweise das Datum der Erstnennung oder den Zeitraum der Errichtung an
- Beschreibung: bauliche und geschichtliche Einzelheiten des Kulturdenkmals, vorzugsweise die Denkmaleigenschaften
- ID: Die ID identifiziert das Kulturdenkmal eindeutig. In Thüringen sind aktuell keine IDs veröffentlicht. In der ID-Spalte kann sich auch folgendes Icon  befinden, dies führt zu Angaben zu diesem Kulturdenkmal bei Wikidata.

## Kulturdenkmale nach Ortsteilen

### Caselwitz
| Bild                           | Bezeichnung                                      | Lage                                | Datierung | Beschreibung | ID |
| ------------------------------ | ------------------------------------------------ | ----------------------------------- | --------- | ------------ | -- |
| BW                             | Gehöft und Torhaus                               | Caselwitz, Alt-Caselwitz 15 (Karte) |           |              |    |
| BW                             | Pfarramt                                         | Caselwitz, Ortsstraße 19 (Karte)    |           |              |    |
| weitere Bilder Fotos hochladen | Kirche mit Ausstattung, Kirchhof und Einfriedung | Caselwitz (Karte)                   |           |              |    |

### Dölau
| Bild                           | Bezeichnung                             | Lage                                    | Datierung | Beschreibung              | ID |
| ------------------------------ | --------------------------------------- | --------------------------------------- | --------- | ------------------------- | -- |
| BW                             | 'Altes Schloß', Gut, Grabhügel          | Dölau (Karte)                           |           | Bodendenkmal              |    |
| BW                             | Etagenmietshaus mit Gartengrundstück    | Dölau, Am Ringelbach 4a (Karte)         |           |                           |    |
| BW                             | ehem. Chemiefabrik Zschimmer u. Schwarz | Dölau, Liebigstraße 7 (Karte)           |           | Produktionsgebäude        |    |
| BW                             | Elstertalbahn                           | Dölau, Nähe An der Goldenen Aue (Karte) |           | Eisenbahnbrücke EÜ        |    |
| weitere Bilder Fotos hochladen | Wasserschloß Dölau                      | Dölau, Plauensche Straße [48] (Karte)   |           | Ehem. Wasserschloss Dölau |    |

### Gommla
| Bild                                    | Bezeichnung                  | Lage                            | Datierung | Beschreibung | ID |
| --------------------------------------- | ---------------------------- | ------------------------------- | --------- | ------------ | -- |
| BW                                      | Burg                         | Gommla (Karte)                  |           | Bodendenkmal |    |
| BW                                      | Gehöft                       | Gommla, Grenzgasse 9 (Karte)    |           |              |    |
| weitere Bilder Fotos hochladen          | Gemeindehaus mit Kirchensaal | Gommla, Sonnenstraße 35 (Karte) |           |              |    |
| Direkt Bild zu diesem Denkmal hochladen | Silberloch                   | Gommla                          |           | Stollen      |    |

### Greiz
| Bild | Bezeichnung                                                             | Lage | Datierung | Beschreibung                                             | ID |
| --- | ----------------------------------------------------------------------- | --- | --------- | -------------------------------------------------------- | -- |
| BW | Unteres Schloß                                                          | Greiz (Karte) |           | Bodendenkmal                                             |    |
| BW | Oberes Schloß                                                           | Greiz (Karte) |           | Bodendenkmal                                             |    |
| BW | Kraftverkehr                                                            | Greiz, Adelheidstraße 82 (Karte) |           | Wohnhaus                                                 |    |
| BW | Zur Wildsau                                                             | Greiz, Amselstieg 12 (Karte) |           | Herberge                                                 |    |
| Direkt Bild zu diesem Denkmal hochladen | Mahnmal                                                                 | Greiz, an der Friedhofstraße |           |                                                          |    |
| [[Vorlage:Bilderwunsch/code!/O:!/C:50.655338,12.203951!/D:August-Bebel-Straße mit Friedrich-Naumann; August-Bebel-Straße 1?, 3?, 5?, 6, 7, 10, 11, 12, 14, 16?; Breuningstraße 4?, 6?, 8?, 10?, 12?; Friedrich-Naumann-Straße 1, 2, 3, 4, 5, 6, 7, 8, 9, 10, 11, 12, 13, 14, 15, 16, 17, 18, 19, 20, 21, 22, 23; Mollbergstraße 14, ENS August-Bebel-/ Friedrich-Naumann-Straße!/\|BW]] | ENS August-Bebel-/ Friedrich-Naumann-Straße                             | Greiz, August-Bebel-Straße mit Friedrich-Naumann; August-Bebel-Straße 1?, 3?, 5?, 6, 7, 10, 11, 12, 14, 16?; Breuningstraße 4?, 6?, 8?, 10?, 12?; Friedrich-Naumann-Straße 1, 2, 3, 4, 5, 6, 7, 8, 9, 10, 11, 12, 13, 14, 15, 16, 17, 18, 19, 20, 21, 22, 23; Mollbergstraße 14 (Karte) |           | Wohnhäuser                                               |    |
| BW | Nürnberger Hof                                                          | Greiz, August-Bebel-Straße 11 (Karte) |           | Wohn- und Geschäftshaus                                  |    |
| BW | Villa mit Ausstattung, Gartenanlage und Einfriedung                     | Greiz, August-Bebel-Straße 19 (Karte) |           |                                                          |    |
| BW | Textilfabrik Schleber                                                   | Greiz, August-Bebel-Straße 33, 35, 37; An der Greika 1, 3; Turnerstraße 2 (Karte) |           | Kontor- und Produktionsgebäude mit Verwaltungsgebäude    |    |
| BW | Weberschule                                                             | Greiz, August-Bebel-Straße 38, 40 (Karte) |           | Schule                                                   |    |
| BW | Hellers Erben                                                           | Greiz, Bahnhofstraße 1 (Karte) |           | Wohn- und Geschäftshaus mit Gartenanlage und Einfriedung |    |
| [[Vorlage:Bilderwunsch/code!/O:!/C:50.650904,12.208509!/D:Beethovenstraße 23, 25, 27, 29, 31, 33; Beethovenstraße 23, 25, 27, 29, 31, 33; Franz-Feustel-Straße 1, 3, 5, 7, 9, 11, 13, 15, 16, 17, 18, 19, 20, 22, 24, 26; Vater-Jahn-Straße 1, 3, 5, 7, 9, 11, 13, Am Hainberg!/\|BW]]                                                                                                  | Am Hainberg                                                             | Greiz, Beethovenstraße 23, 25, 27, 29, 31, 33; Beethovenstraße 23, 25, 27, 29, 31, 33; Franz-Feustel-Straße 1, 3, 5, 7, 9, 11, 13, 15, 16, 17, 18, 19, 20, 22, 24, 26; Vater-Jahn-Straße 1, 3, 5, 7, 9, 11, 13 (Karte) |           | Wohnanlage                                               |    |
| Direkt Bild zu diesem Denkmal hochladen | Wasserhochbehälter                                                      | Greiz, Benndorfstraße |           |                                                          |    |
| BW | Mehrfamilienhaus                                                        | Greiz, Benndorfstraße 9 (Karte) |           |                                                          |    |
| BW | Wohnhaus                                                                | Greiz, Breuningstraße 10 (Karte) |           |                                                          |    |
| BW | Wohn- und Geschäftshaus                                                 | Greiz, Brückenstraße 27, 29 (Karte) |           |                                                          |    |
| BW | Wohn- und Geschäftshaus                                                 | Greiz, Brückenstraße 6, 8 (Karte) |           |                                                          |    |
| BW | eh. Amtsgericht                                                         | Greiz, Brunnengasse 10 (Karte) |           | Polizeigebäude                                           |    |
| BW | ehem. Eisengießerei/Maschinenbau Hermann Grosse                         | Greiz, Brunnengasse 14 (Karte) |           | Wohn- und Kontorhaus und Fabrikgebäude                   |    |
| BW | Gambrinus                                                               | Greiz, Bruno-Bergner-Straße 10 (Karte) |           | Wohn- und Gasthaus                                       |    |
| BW | Villa Tempelwald                                                        | Greiz, Bruno-Bergner-Straße 17 (Karte) |           | Wohnhaus und Park                                        |    |
| BW | ehem. Reußische Stadtwache                                              | Greiz, Burgplatz 1a (Karte) |           | Wache                                                    |    |
| weitere Bilder Fotos hochladen | Unteres Schloß                                                          | Greiz, Burgplatz 12 (Karte) |           | Schloss                                                  |    |
| BW | Superintendentur mit Grundstück, Einfriedung und Toranlage              | Greiz, Burgstraße 1 (Karte) |           |                                                          |    |
| BW | Wohnhaus                                                                | Greiz, Burgstraße 2 (Karte) |           |                                                          |    |
| BW | Wohn- und Geschäftshaus                                                 | Greiz, Burgstraße 5; Marktstraße 4; Thomasstraße 9 (Karte) |           |                                                          |    |
| BW | Wohn- und Geschäftshaus                                                 | Greiz, Burgstraße 8 (Karte) |           |                                                          |    |
| Direkt Bild zu diesem Denkmal hochladen | Neustadt                                                                | Greiz, Carolinenstraße; Bahnhofstraße alle; Bruno-Bergner-Straße; Carolinenstraße alle; Gartenweg alle; Gotthold-Roth-Straße alle; Heinrich-Fritz-Straße alle; Johann-Sebastian-Bach-Straße alle; Nahmmacherstraße alle; Poststraße östliche Bebauung; Rosa-Luxemburg-Straße alle; Rudolf-Breitscheid-Straße alle; Stavenhagenstraße alle; Südstraße alle; Tannendorfstraße alle; Wiesenstraße alle |           | Ensemble                                                 |    |
| BW | Bank- und Wohngebäude                                                   | Greiz, Carolinenstraße 11 (Karte) |           |                                                          |    |
| BW | Wohnhaus mit Toranlage und Gartengrundstück                             | Greiz, Carolinenstraße 12 (Karte) |           |                                                          |    |
| BW | Wohnhaus                                                                | Greiz, Carolinenstraße 16, 18, 20, 22 (Karte) |           |                                                          |    |
| BW | Wohn- und Geschäftshaus                                                 | Greiz, Carolinenstraße 19 (Karte) |           |                                                          |    |
| BW | Bankgebäude                                                             | Greiz, Carolinenstraße 2 (Karte) |           |                                                          |    |
| weitere Bilder Fotos hochladen | kath. Kirche Herz Jesu                                                  | Greiz, Carolinenstraße 28 (Karte) |           | Kirche mit Ausstattung                                   |    |
| BW | Wohn- und Geschäftshaus, Nebengebäude, Grundstück und Mauer             | Greiz, Carolinenstraße 31 (Karte) |           |                                                          |    |
| BW | Wohnhaus mit Gartengrundstück                                           | Greiz, Carolinenstraße 32, 32 a (Karte) |           |                                                          |    |
| BW | Wohnhaus                                                                | Greiz, Carolinenstraße 33, 35 (Karte) |           |                                                          |    |
| BW | Heyersche Papierhandlung                                                | Greiz, Carolinenstraße 4, 6 (Karte) |           | Wohn- und Geschäftshaus mit Rückgebäude                  |    |
| BW | Wohn- und Geschäftshaus                                                 | Greiz, Carolinenstraße 42 (Karte) |           |                                                          |    |
| BW | Wohn- und Geschäftshaus                                                 | Greiz, Carolinenstraße 48, 50 (Karte) |           |                                                          |    |
| BW | Villa                                                                   | Greiz, Carolinenstraße 49, 49a (Karte) |           |                                                          |    |
| BW | ehem. Schneidersches Haus                                               | Greiz, Carolinenstraße 5 (Karte) |           | Wohn- und Geschäftshaus                                  |    |
| BW | Villa Beck, später Nusch                                                | Greiz, Carolinenstraße 52 (Karte) |           | Wohnhaus                                                 |    |
| BW | Wohnhaus                                                                | Greiz, Carolinenstraße 54 (Karte) |           |                                                          |    |
| BW | Wohnhaus                                                                | Greiz, Carolinenstraße 59 (Karte) |           |                                                          |    |
| BW | Wohnhaus                                                                | Greiz, Carolinenstraße 63 (Karte) |           |                                                          |    |
| BW | Wohnhaus mit Gartengrundstück                                           | Greiz, Cloßstraße 10 (Karte) |           |                                                          |    |
| BW | ehem. Weberei Max Hetzheim                                              | Greiz, Cloßstraße 12 (Karte) |           | Wohn- und Produktionsgebäude                             |    |
| BW | Villa mit Stützmauer                                                    | Greiz, Cloßstraße 13 (Karte) |           |                                                          |    |
| BW | Wohnhaus                                                                | Greiz, Cloßstraße 14 (Karte) |           |                                                          |    |
| BW | Wohnhaus                                                                | Greiz, Cloßstraße 15 (Karte) |           |                                                          |    |
| BW | Wohnhaus                                                                | Greiz, Cloßstraße 9 (Karte) |           |                                                          |    |
| BW | Landratsamt                                                             | Greiz, Dr.-Rathenau-Platz 11 (Karte) |           | Gasthof                                                  |    |
| BW | Gymnasium                                                               | Greiz, Dr.-Scheube-Straße 4 (Karte) |           | Schule                                                   |    |
| BW | Wohn- und Geschäftshaus                                                 | Greiz, Elstersteig 7 (Karte) |           |                                                          |    |
| BW | Kontor- und Wohngebäude                                                 | Greiz, Elstersteig 8; Brückenstraße 27, 29 (Karte) |           |                                                          |    |
| Direkt Bild zu diesem Denkmal hochladen | Gedenksteine                                                            | Greiz, Friedhofstraße |           |                                                          |    |
| weitere Bilder Fotos hochladen | Alter Friedhof mit Gottesackerkirche                                    | Greiz, Friedhofstraße; Friedhofstraße 25 (Karte) |           | Friedhof mit Kirche                                      |    |
| BW | Barthsches Turmhaus                                                     | Greiz, Friedrich-Naumann-Straße 1 (Karte) |           | Wohnhaus mit Nebengebäude und Hofraum                    |    |
| BW | Etagenmietshaus                                                         | Greiz, Friedrich-Naumann-Straße 21 (Karte) |           |                                                          |    |
| BW | Wohnhaus mit Gartengrundstück und Einfriedung                           | Greiz, Fritz-Reuter-Straße 7 (Karte) |           |                                                          |    |
| BW | Wohnhaus, Vereinshaus und Turnhalle                                     | Greiz, Fritz-Reuter-Straße 8 (Karte) |           |                                                          |    |
| BW | Villa mit Gartengrundstück, Pavillon und Einfriedung                    | Greiz, Gartenweg 2a (Karte) |           |                                                          |    |
| BW | Wohnhaus                                                                | Greiz, Gartenweg 5 (Karte) |           |                                                          |    |
| BW | Wohnhaus                                                                | Greiz, Gartenweg 6 (Karte) |           |                                                          |    |
| BW | Wohnhaus mit Gartengrundstück                                           | Greiz, Gartenweg 7 (Karte) |           |                                                          |    |
| BW | ehem. Maschinenbau Oskar Schleicher                                     | Greiz, Genossenschaftsstraße 23; Reichenbacher Straße 75 (Karte) |           | Industriegebäude                                         |    |
| BW | Wohnhaus                                                                | Greiz, Gerichtsstraße 8 (Karte) |           |                                                          |    |
| BW | Neuapostolische Kirche                                                  | Greiz, Goetheplatz 2 (Karte) |           | Kirche mit Wohnhaus                                      |    |
| BW | Wohnhaus mit Ausstattung                                                | Greiz, Gommlaer Berg 1b (Karte) |           |                                                          |    |
| BW | Wohnhaus                                                                | Greiz, Gommlaer Berg 7 (Karte) |           |                                                          |    |
| BW | Grundschule                                                             | Greiz, Gotthold-Roth-Straße 3; Heinrich-Fritz-Straße 19 (Karte) |           | Schule                                                   |    |
| Direkt Bild zu diesem Denkmal hochladen | für die Opfer imperialistischer Kriege                                  | Greiz, Greizer Park |           | Mahnmal                                                  |    |
| BW | Greizer Park mit Sommerpalais u.a.                                      | Greiz, Greizer Park; GP Küchenhaus -; GP Sommerpalais -; Parkgewächshaus 1 & 2 & 3 & 4 & 5 (Karte) |           | Parkanlage                                               |    |
| BW | ev.-method. Friedenskirche                                              | Greiz, Gutenbergstraße 1 (Karte) |           | Wohn- und Gemeindehaus mit Kirche                        |    |
| BW | Reichsbank                                                              | Greiz, Heinrich-Fritz-Straße 10 (Karte) |           | Bankgebäude                                              |    |
| BW | Gymnasium                                                               | Greiz, Heinrich-Fritz-Straße 19 (Karte) |           | Schule mit Turnhalle                                     |    |
| BW | Post- und Paketgebäude                                                  | Greiz, Heinrich-Fritz-Straße 8 (Karte) |           |                                                          |    |
| BW | Villa mit Gartenanlage und Einfriedung                                  | Greiz, Hermann-Löns-Straße 17 (Karte) |           |                                                          |    |
| BW | ehem. Gaststätte Burgkeller                                             | Greiz, Hirschsteingasse 1 (Karte) |           | Wohnhaus                                                 |    |
| BW | Wohnhaus mit Seitengebäude und Hofraum                                  | Greiz, Hirschsteingasse 11 (Karte) |           |                                                          |    |
| BW | Mälzerei                                                                | Greiz, Hirschsteingasse 5 (Karte) |           |                                                          |    |
| BW | Wohnhaus mit Gartenanlage und Stützmauer                                | Greiz, Irchwitzer Straße 12 (Karte) |           |                                                          |    |
| BW | Haus Am Berge                                                           | Greiz, Irchwitzer Straße 12 a (Karte) |           | Wohnhaus mit Ausstattung und Gartenanlage                |    |
| BW | Umspannwerk                                                             | Greiz, Karl-Liebknecht-Platz 1 (Karte) |           |                                                          |    |
| Direkt Bild zu diesem Denkmal hochladen | Röhrenbrunnen                                                           | Greiz, Kirchplatz |           | Brunnen                                                  |    |
| weitere Bilder Fotos hochladen | ev. Stadtkirche St. Marien                                              | Greiz, Kirchplatz 2 (Karte) |           | Kirche mit Ausstattung                                   |    |
| BW | Diakonat                                                                | Greiz, Kirchplatz 3 (Karte) |           |                                                          |    |
| BW | Lyceum                                                                  | Greiz, Kirchplatz 4 (Karte) |           |                                                          |    |
| BW | Gartenhaus                                                              | Greiz, Leonhardtstraße o. Nr. (Karte) |           |                                                          |    |
| BW | Wohnhaus                                                                | Greiz, Leonhardtstraße 21 (Karte) |           |                                                          |    |
| BW | Gebäude                                                                 | Greiz, Leonhardtstraße 26a (Karte) |           |                                                          |    |
| BW | Neuer Friedhof                                                          | Greiz, Leonhardtstraße 28 (Karte) |           | Friedhof mit Kapelle                                     |    |
| BW | Wohnhaus mit Grundstück, Einfriedung und Pavillon                       | Greiz, Leonhardtstraße 44 (Karte) |           |                                                          |    |
| BW | Wohnhaus                                                                | Greiz, Leonhardtstraße 5 (Karte) |           |                                                          |    |
| BW | Randels Gut                                                             | Greiz, Leonhardtstraße 52, 53, 54 (Karte) |           | Wohnhaus mit Gartengrundstück und Einfriedung            |    |
| BW | Wohnhaus mit Gartenanlage und Wirtschaftsgebäude                        | Greiz, Leonhardtstraße 56 (Karte) |           |                                                          |    |
| BW | Anna-Seghers-Heim                                                       | Greiz, Leonhardtstraße 58 (Karte) |           | Wohn- und Pflegeheim mit Kapelle und Park                |    |
| BW | Sommervilla Paul Arnold                                                 | Greiz, Leonhardtstraße 64 (Karte) |           | Wohnhaus mit Gartengrundstück und Einfriedung            |    |
| BW | ehem. Arnoldscher Kirndergarten                                         | Greiz, Marienstraße 10 (Karte) |           | Wohn- und Pflegeheim                                     |    |
| BW | Goetheschule                                                            | Greiz, Marienstraße 12-16 (Karte) |           | Schule                                                   |    |
| Direkt Bild zu diesem Denkmal hochladen | Altstadt Greiz                                                          | Greiz, Markt; Am Markt alle; Am Puschkinplatz alle; Am Schloßberg alle; Baderei alle; Brauhausgasse alle; Brückenstraße alle; Burgplatz alle; Burgstraße alle; Dr.-Rathenau-Platz alle; Dr.-Scheube-Straße alle; Elstersteig alle; Friedhofstraße südliche Bebauung; Hirschsteingasse alle; Hohe Gasse westliche Bebauung; Kirchplatz alle; Marienstraße alle; Markt alle; Marktstraße alle; Marstallstraße beidseitige Bebauung; Neuer Weg alle; Oberes Schloß alle; Parkgasse beidseitig; Puschkinplatz alle; Schloßberg alle; Schlossbergstraße alle; Siebenhitze westliche Bebauung; Teichgasse alle; Thomasstraße alle; Von-Westernhagen-Platz alle |           | Ensemble                                                 |    |
| weitere Bilder Fotos hochladen | Rathaus                                                                 | Greiz, Markt 12 (Karte) |           |                                                          |    |
| BW | Wohn- und Geschäftshaus                                                 | Greiz, Markt 14 (Karte) |           |                                                          |    |
| BW | Wohn- und Geschäftshaus mit Lichthof                                    | Greiz, Markt 16; Thomasstraße 5 (Karte) |           |                                                          |    |
| BW | Wohn- und Geschäftshaus mit Rückgebäude                                 | Greiz, Markt 2 (Karte) |           |                                                          |    |
| BW | Stadtwaage                                                              | Greiz, Markt 5 (Karte) |           | Geschäftshaus                                            |    |
| BW | Wohn- und Geschäftshaus                                                 | Greiz, Marktstraße 12; Thomasstraße 15 (Karte) |           |                                                          |    |
| BW | Wohn- und Geschäftshaus                                                 | Greiz, Marktstraße 14; Thomasstraße 17 (Karte) |           |                                                          |    |
| BW | Wohn- und Geschäftshaus                                                 | Greiz, Marktstraße 16; Thomasstraße 19 (Karte) |           |                                                          |    |
| BW | Wohn- und Geschäftshaus                                                 | Greiz, Marktstraße 5 (Karte) |           |                                                          |    |
| BW | Wohn- und Geschäftshaus                                                 | Greiz, Marktstraße 8; Thomasstraße 13 (Karte) |           |                                                          |    |
| BW | ehem. Marstall                                                          | Greiz, Marstallstraße 6; Breuningstraße 03, 05 (Karte) |           | Verwaltungsgebäude                                       |    |
| BW | Gaswerk                                                                 | Greiz, Mollbergstraße 18, 20 (Karte) |           |                                                          |    |
| BW | Industriegebäude mit Torturm                                            | Greiz, Mollbergstraße 22 (Karte) |           |                                                          |    |
| weitere Bilder Fotos hochladen | Oberes Schloß                                                           | Greiz, Oberes Schloß 1, 2, 3, 4, 5, 6, 7, 8, 9 (Karte) |           | Schloss                                                  |    |
| BW | Villa                                                                   | Greiz, Papiermühlenweg 11 (Karte) |           |                                                          |    |
| BW | Wohnhaus mit Gartengrundstück                                           | Greiz, Papiermühlenweg 3, 5 (Karte) |           |                                                          |    |
| BW | Villa Günther                                                           | Greiz, Papiermühlenweg 49 (Karte) |           | Wohnhaus                                                 |    |
| BW | Wohnhaus                                                                | Greiz, Papiermühlenweg 7, 9 (Karte) |           |                                                          |    |
| BW | Bahnwärterhaus mit Vollschrankenanlage                                  | Greiz, Parkgasse o. Nr.; Friedhofstraße; Teichgasse (Karte) |           |                                                          |    |
| BW | Wohnhaus                                                                | Greiz, Parkgasse 46, 48 (Karte) |           |                                                          |    |
| BW | Parkschlößchen                                                          | Greiz, Parkgasse 72 (Karte) |           | Wohnhaus und Gaststätte                                  |    |
| BW | ehem. Weberei Friedrich Ernst Arnold                                    | Greiz, Plauensche Straße 2a; Tannendorfstraße 3 (Karte) |           | Produktionsgebäude mit Villa und Park                    |    |
| BW | Pestalozzi-Gymnasium                                                    | Greiz, Pohlitzer Straße 1-3 (Karte) |           | Schule                                                   |    |
| BW | Bauinspektion Greiz , kgl. sächs. Staatseisenbahn                       | Greiz, Poststraße 10 (Karte) |           | Verwaltungsgebäude                                       |    |
| BW | Wasserstationshaus Bahnhof Greiz                                        | Greiz, Poststraße 10 (Karte) |           | Wasserturm                                               |    |
| BW | Bahnhof Greiz                                                           | Greiz, Poststraße 12 (Karte) |           | Empfangsgebäude mit Bahnsteig und Überdachung            |    |
| BW | Wohnhaus                                                                | Greiz, Poststraße 2b (Karte) |           |                                                          |    |
| BW | Wohnhaus, Gartengrundstück und Einfriedung                              | Greiz, Poststraße 8 (Karte) |           |                                                          |    |
| BW | ehem. Hotel Amtshof                                                     | Greiz, Prof.-Dr.-Friedrich-Schneider-Straße 2 (Karte) |           | Hotel                                                    |    |
| BW | Hotel und Wohnhäuser                                                    | Greiz, Prof.-Dr.-Friedrich-Schneider-Straße 2, 4, 6 (Karte) |           |                                                          |    |
| BW | Wohnhaus                                                                | Greiz, Prof.-Dr.-Friedrich-Schneider-Straße 4 (Karte) |           |                                                          |    |
| BW | Löwenapotheke                                                           | Greiz, Puschkinplatz 8 (Karte) |           | Apotheke und Ladeneinrichtung                            |    |
| BW | Wohnhaus                                                                | Greiz, Reichenbacher Straße 32, 34 (Karte) |           |                                                          |    |
| BW | ehem. Weberei G. Reinhold u. Co.                                        | Greiz, Reichenbacher Straße 69 (Karte) |           | Verwaltungsgebäude                                       |    |
| BW | ehem. Maschinenfabrik O. Schleicher                                     | Greiz, Reichenbacher Straße 75, 75a; Genossenschaftsstraße 23 (Karte) |           | Produktions- und Verwaltungsgebäude, Wohnhaus            |    |
| Direkt Bild zu diesem Denkmal hochladen | Stadtpark                                                               | Greiz, Reißberg |           |                                                          |    |
| BW | Villa Schütte                                                           | Greiz, Rilkestraße 1 (Karte) |           | Villa mit Garten und Einfriedung                         |    |
| BW | Finanzamt Greiz                                                         | Greiz, Rosa-Luxemburg-Straße 23 (Karte) |           | Verwaltungsgebäude                                       |    |
| Direkt Bild zu diesem Denkmal hochladen | ehem. Weberei Gustav Wagner                                             | Greiz, Rosa-Luxemburg-Straße 27a |           | Produktionsgebäude                                       |    |
| BW | Wohn- und Geschäftshaus                                                 | Greiz, Rosa-Luxemburg-Straße 29 (Karte) |           |                                                          |    |
| BW | Wohnhaus                                                                | Greiz, Rosa-Luxemburg-Straße 56 (Karte) |           |                                                          |    |
| BW | Wohnhaus                                                                | Greiz, Rosa-Luxemburg-Straße 58 (Karte) |           |                                                          |    |
| BW | Wohnhaus mit Toranlage, Nebengebäude, Hofraum und Grundstück            | Greiz, Rosa-Luxemburg-Straße 63 (Karte) |           |                                                          |    |
| BW | Wohnhaus                                                                | Greiz, Rosa-Luxemburg-Straße 9 (Karte) |           |                                                          |    |
| BW | Villa Otto Albert jun.                                                  | Greiz, Rudolf-Breitscheid-Straße 10 (Karte) |           | Wohnhaus                                                 |    |
| BW | Villa                                                                   | Greiz, Rudolf-Breitscheid-Straße 11 (Karte) |           |                                                          |    |
| BW | Villa mit Gartengrundstück und Einfriedung                              | Greiz, Rudolf-Breitscheid-Straße 14 (Karte) |           |                                                          |    |
| BW | Wohnhaus mit Ausstattung, Gartengrundstück, Gartenmauer und Einfriedung | Greiz, Rudolf-Breitscheid-Straße 15 (Karte) |           |                                                          |    |
| BW | Wohnhaus mit Gartengrundstück                                           | Greiz, Rudolf-Breitscheid-Straße 45 (Karte) |           |                                                          |    |
| BW | Villa mit Ausstattung, Garten und Einfriedung                           | Greiz, Rudolf-Breitscheid-Straße 7 (Karte) |           |                                                          |    |
| BW | Geschäfts- und Verwaltungsgebäude                                       | Greiz, Rudolf-Breitscheid-Straße 71 (Karte) |           |                                                          |    |
| BW | Wohnhaus                                                                | Greiz, Rudolf-Breitscheid-Straße 75, 77 (Karte) |           |                                                          |    |
| BW | Wohnhaus                                                                | Greiz, Rudolf-Breitscheid-Straße 78 (Karte) |           |                                                          |    |
| BW | Wohnhaus                                                                | Greiz, Salzweg 55 (Karte) |           |                                                          |    |
| BW | Ladeneinrichtung                                                        | Greiz, Schloßbergstraße 2 (Karte) |           |                                                          |    |
| BW | Wohnhaus                                                                | Greiz, Südstraße 2 (Karte) |           |                                                          |    |
| Direkt Bild zu diesem Denkmal hochladen | Tannendorfbrücke                                                        | Greiz, Tannendorfstraße o. Nr. |           | Brücke                                                   |    |
| BW | Wohnhaus                                                                | Greiz, Tannendorfstraße 33, 35, 37, 39, 41 (Karte) |           |                                                          |    |
| BW | Wohn- und Geschäftshaus                                                 | Greiz, Thomasstraße 25 (Karte) |           |                                                          |    |
| BW | Wohnhaus mit Gartengrundstück                                           | Greiz, Uhlandstraße 2 (Karte) |           |                                                          |    |
| BW | Sportschule 'Kurt Rödel'                                                | Greiz, Vater-Jahn-Straße 2 (Karte) |           | Schule mit Einfriedung und Pforte                        |    |
| BW | Villa Anton Merz                                                        | Greiz, von-Westernhagenplatz 5 (Karte) |           | Fabrikantenvilla                                         |    |
| BW | Ensemble                                                                | Greiz, Waldstraße 1, 2, 3, 4, 5, 6, 7, 8, 9, 10, 11, 12, 13, 14, 15, 16, 17 (Karte) |           |                                                          |    |
| BW | Villa mit Gartenanlage und Gedenkstein                                  | Greiz, Waldstraße 22 (Karte) |           |                                                          |    |
| BW | Villa Reißmann                                                          | Greiz, Waldstraße 33 (Karte) |           | Wohnhaus mit Gartengrundstück                            |    |
| BW | Etagenmietshaus                                                         | Greiz, Waldstraße 6 (Karte) |           |                                                          |    |
| BW | Wohnhaus mit Gartengrundstück                                           | Greiz, Waldstraße 9 (Karte) |           |                                                          |    |
| BW | Feuerwehrgerätehaus                                                     | Greiz, Weberstraße 17 (Karte) |           |                                                          |    |
| BW | Wohnhaus                                                                | Greiz, Wichmannstraße 6 (Karte) |           |                                                          |    |
| BW | Villa Harnack                                                           | Greiz, Zentastraße 1 (Karte) |           | Wohnhaus mit Grundstück                                  |    |
| BW | Wohnhaus                                                                | Greiz, Zentastraße 10 (Karte) |           |                                                          |    |
| BW | Wohnhaus                                                                | Greiz, Zentastraße 12 (Karte) |           |                                                          |    |
| BW | Wohn- und Geschäftshaus, Gartengrundstück und Einfriedung               | Greiz, Zentastraße 2 (Karte) |           |                                                          |    |
| BW | ehem. Weberei Eduard Brösel                                             | Greiz, Zeulenrodaer Straße 23 (Karte) |           | Produktionsgebäude                                       |    |
| Direkt Bild zu diesem Denkmal hochladen | Hainbergtunnel                                                          | Greiz |           | Tunnel und Portal                                        |    |
| Direkt Bild zu diesem Denkmal hochladen | Schlossbergtunnel                                                       | Greiz |           | Tunnel und Portal                                        |    |
| Direkt Bild zu diesem Denkmal hochladen | Überführungsbauwerk                                                     | Greiz |           |                                                          |    |
| Direkt Bild zu diesem Denkmal hochladen | Hainbergtunnel                                                          | Greiz |           | Tunnel und Portal                                        |    |
| Direkt Bild zu diesem Denkmal hochladen | Schlossbergtunnel                                                       | Greiz |           | Tunnel und Portal                                        |    |

### Grochlitz
| Bild | Bezeichnung  | Lage                                 | Datierung | Beschreibung | ID |
| ---- | ------------ | ------------------------------------ | --------- | ------------ | -- |
| BW   | Gartenanlage | Grochlitz, Am Heidehang 31 (Karte)   |           |              |    |
| BW   | Pumpwerk     | Grochlitz, Otto-Meier-Straße (Karte) |           |              |    |

### Hohndorf
| Bild                                    | Bezeichnung                    | Lage                                 | Datierung | Beschreibung | ID |
| --------------------------------------- | ------------------------------ | ------------------------------------ | --------- | ------------ | -- |
| Fotos hochladen                         | Feuerwehrhaus mit Schlauchturm | Hohndorf, An den Teichen 16 (Karte)  |           |              |    |
| weitere Bilder Fotos hochladen          | Kirche mit Ausstattung         | Hohndorf, Kirchenring 2 (Karte)      |           |              |    |
| BW                                      | Steinermühle                   | Hohndorf, Zur Steinermühle 1 (Karte) |           | Mühlengehöft |    |
| Direkt Bild zu diesem Denkmal hochladen | Ratskeller                     | Hohndorf                             |           | Gaststätte   |    |
| weitere Bilder Fotos hochladen          | Gefallenendenkmal              | Hohndorf (Karte)                     |           |              |    |
| Direkt Bild zu diesem Denkmal hochladen | Wappenstein und Torbogen       | Hohndorf                             |           |              |    |
| weitere Bilder Fotos hochladen          | Friedhof mit Einfriedung       | Hohndorf (Karte)                     |           |              |    |

### Irchwitz
| Bild                           | Bezeichnung                                                | Lage                                                     | Datierung | Beschreibung                                        | ID |
| ------------------------------ | ---------------------------------------------------------- | -------------------------------------------------------- | --------- | --------------------------------------------------- | -- |
| BW                             | Wasserhochbehälter                                         | Irchwitz, An der Irchwitzer Straße (Karte)               |           |                                                     |    |
| BW                             | HB Thalbach                                                | Irchwitz, An der Reinsdorfer Straße (Karte)              |           | Wasserhochbehälter                                  |    |
| BW                             | Villa Günther                                              | Irchwitz, Frauenlobstraße 2 (Karte)                      |           | Villa mit Ausstattung und Gartenanlage              |    |
| BW                             | Schule mit Wandbild                                        | Irchwitz, Fritz-Ebert-Straße 25 (Karte)                  |           |                                                     |    |
| BW                             | Gedenkstein                                                | Irchwitz, In der Sorge o. Nr. (Karte)                    |           | Grabstätte                                          |    |
| BW                             | eh. Kirche und Turnhalle                                   | Irchwitz, Kirchweg 5 (Karte)                             |           |                                                     |    |
| BW                             | ehem. Papierfabrik Tischendorf/Günther                     | Irchwitz, Mylauer Straße 1 (Karte)                       |           | Fabrikgebäude                                       |    |
| BW                             | Villa Gotthard Reißmann                                    | Irchwitz, Prof.-Ludwig-Straße 2 (Karte)                  |           | Villa mit Gartenanlage und Einfriedung              |    |
| BW                             | Holzhaus                                                   | Irchwitz, Prof.-Ludwig-Straße 4 (Karte)                  |           | Wohnhaus                                            |    |
| weitere Bilder Fotos hochladen | Evangelische Kirche Aubachtal                              | Irchwitz, Reichenbacher Straße o. Nr.; Aubachweg (Karte) |           | Kirche mit Ausstattung                              |    |
| BW                             | ehem. Weberei Zirnité u. Kolbig                            | Irchwitz, Reichenbacher Straße 101 (Karte)               |           | Verwaltungs- und Produktionsgebäude mit Einfriedung |    |
| BW                             | ehem. Textilfabrik                                         | Irchwitz, Reichenbacher Straße 103 (Karte)               |           | Wohnanlage                                          |    |
| BW                             | ehem. Weberei Hugo Frank                                   | Irchwitz, Reichenbacher Straße 123, 125 (Karte)          |           | Verwaltungs- und Produktionsgebäude                 |    |
| BW                             | ehem. Weberei Franz Heyder                                 | Irchwitz, Reichenbacher Straße 173, 173a, 173b (Karte)   |           | Verwaltungs- und Produktionsgebäude                 |    |
| BW                             | Brunnenhaus                                                | Irchwitz, Teichplatz 5 (Karte)                           |           |                                                     |    |
| BW                             | Familienfriedhof Günther, Franz, Hempel , Fam. Tischendorf | Irchwitz (Karte)                                         |           | Friedhof                                            |    |

### Kurtschau
| Bild | Bezeichnung                   | Lage                                                  | Datierung | Beschreibung | ID |
| ---- | ----------------------------- | ----------------------------------------------------- | --------- | ------------ | -- |
| BW   | Entfernungssäule              | Kurtschau, Abzweig Äußere Zeulenrodaer Straße (Karte) |           |              |    |
| BW   | Buswartehaus                  | Kurtschau, Silberloch - (Karte)                       |           |              |    |
| BW   | Wohnhaus mit Gartengrundstück | Kurtschau, Silberloch 1, 2; An der Pohlleite (Karte)  |           |              |    |
| BW   | Wohnhaus                      | Kurtschau, Silberloch 18a (Karte)                     |           |              |    |
| BW   | Wegweiserstein                | Kurtschau (Karte)                                     |           |              |    |

### Moschwitz
| Bild | Bezeichnung | Lage                              | Datierung | Beschreibung | ID |
| ---- | ----------- | --------------------------------- | --------- | ------------ | -- |
| BW   | Gehöft      | Moschwitz, Gosterstraße 1 (Karte) |           |              |    |

### Neumühle
| Bild | Bezeichnung                                                          | Lage                                     | Datierung | Beschreibung                                                                | ID |
| ---- | -------------------------------------------------------------------- | ---------------------------------------- | --------- | --------------------------------------------------------------------------- | -- |
| BW   | Wohnanlage                                                           | Neumühle, Franz-Feustel-Höhe 3 (Karte)   |           |                                                                             |    |
| BW   | Wohnhaus                                                             | Neumühle, Greizer Straße 4 (Karte)       |           |                                                                             |    |
| BW   | Sternermühle                                                         | Neumühle, Hauptstraße 12 (Karte)         |           | Wassermühle mit Sägewerk, Elektrizitätswerk, Mühlgraben, Wasserrad und Wehr |    |
| BW   | Wohnhaus                                                             | Neumühle, Hauptstraße 16 (Karte)         |           |                                                                             |    |
| BW   | Wohn- und Geschäftshaus                                              | Neumühle, Hauptstraße 17 (Karte)         |           |                                                                             |    |
| BW   | Wohnhaus, Ausstattung, Nebengebäude Gartengrundstück und Einfriedung | Neumühle, Hauptstraße 19 (Karte)         |           |                                                                             |    |
| BW   | Wohnhaus                                                             | Neumühle, Hauptstraße 9 (Karte)          |           |                                                                             |    |
| BW   | Grellenschänke                                                       | Neumühle, Krebsgrund 5 (Karte)           |           | Wohnhaus mit Nebengebäude                                                   |    |
| BW   | Haus Maiglöckchen                                                    | Neumühle, Krebsgrund 7 (Karte)           |           | Wohnhaus mit Toranlage                                                      |    |
| BW   | Reuterhaus                                                           | Neumühle, Krebsgrund 8 (Karte)           |           | Wohnhaus                                                                    |    |
| BW   | Brücke                                                               | Neumühle, Nähe Bretmühle (Karte)         |           |                                                                             |    |
| BW   | Wohnhaus mit Gartengrundstück                                        | Neumühle, Waltersdorfer Straße 2 (Karte) |           |                                                                             |    |

### Pohlitz
| Bild                                    | Bezeichnung                                                | Lage                              | Datierung | Beschreibung                                     | ID |
| --------------------------------------- | ---------------------------------------------------------- | --------------------------------- | --------- | ------------------------------------------------ | -- |
| BW                                      | Villa                                                      | Pohlitz, Bahnhofstraße 51 (Karte) |           | Wohnhaus mit Gartengrundstück                    |    |
| BW                                      | Gehöft                                                     | Pohlitz, Dorfstraße 15 (Karte)    |           |                                                  |    |
| weitere Bilder Fotos hochladen          | Kirche                                                     | Pohlitz, Dorfstraße 26 (Karte)    |           | Kirche mit Ausstattung, Kirchhof und Einfriedung |    |
| BW                                      | Wohnhaus mit Ausstattung, Gartengrundstück und Einfriedung | Pohlitz, Gartenstraße 110 (Karte) |           |                                                  |    |
| Direkt Bild zu diesem Denkmal hochladen | Saline                                                     | Pohlitz, Heinrichshall            |           |                                                  |    |
| BW                                      | Sozialgebäude des CWK                                      | Pohlitz, Heinrichshall 2 (Karte)  |           | Veraltungsgebäude                                |    |
| BW                                      | Mausoleum                                                  | Pohlitz, Waldhaus (Karte)         |           |                                                  |    |
| BW                                      | Weißes Kreuz, Sophienkreuz                                 | Pohlitz (Karte)                   |           | Denkmal                                          |    |
| BW                                      | für zwei Märzgefallene                                     | Pohlitz (Karte)                   |           | Grab                                             |    |
| BW                                      | Pulverturm                                                 | Pohlitz (Karte)                   |           | Turm                                             |    |
| BW                                      | Kirche mit Ausstattung und Friedhof                        | Pohlitz (Karte)                   |           |                                                  |    |

### Raasdorf
| Bild | Bezeichnung            | Lage                                   | Datierung | Beschreibung                  | ID |
| ---- | ---------------------- | -------------------------------------- | --------- | ----------------------------- | -- |
| BW   | ehem. Gasthof Schaller | Raasdorf, Mohlsdorfer Straße 5 (Karte) |           | Gasthof, Fleischerei und Saal |    |

### Reinsdorf
| Bild | Bezeichnung         | Lage                                 | Datierung | Beschreibung | ID |
| ---- | ------------------- | ------------------------------------ | --------- | ------------ | -- |
| BW   | Transformatorenhaus | Reinsdorf, Auf dem Wachtbühl (Karte) |           |              |    |

### Rothenthal
| Bild | Bezeichnung      | Lage                                       | Datierung | Beschreibung    | ID |
| ---- | ---------------- | ------------------------------------------ | --------- | --------------- | -- |
| BW   | Rothenthaltunnel | Rothenthal, Nähe Plauensche Straße (Karte) |           | Eisenbahntunnel |    |
| BW   | Elstertalbahn    | Rothenthal, Nähe Plauensche Straße (Karte) |           | Bahnbrücke EÜ   |    |

### Sachswitz
| Bild                                    | Bezeichnung            | Lage                                 | Datierung | Beschreibung | ID |
| --------------------------------------- | ---------------------- | ------------------------------------ | --------- | ------------ | -- |
| Direkt Bild zu diesem Denkmal hochladen | Stausee und Pumpenhaus | Sachswitz, Sachsenplatz              |           |              |    |
| BW                                      | Gehöft                 | Sachswitz, Sachsenplatz 7, 8 (Karte) |           |              |    |

### Schönbach
| Bild                           | Bezeichnung                                            | Lage                            | Datierung | Beschreibung | ID |
| ------------------------------ | ------------------------------------------------------ | ------------------------------- | --------- | ------------ | -- |
| BW                             | Gehöft und Scheune                                     | Schönbach, Schönbach 19 (Karte) |           |              |    |
| BW                             | Gemeindehaus                                           | Schönbach, Schönbach 34 (Karte) |           |              |    |
| BW                             | Schule                                                 | Schönbach, Schönbach 37 (Karte) |           |              |    |
| weitere Bilder Fotos hochladen | Kirche mit Ausstattung, Kirchhof und Gefallenendenkmal | Schönbach, Schönbach 59 (Karte) |           |              |    |
| BW                             | Pfarrgehöft                                            | Schönbach, Schönbach 61 (Karte) |           |              |    |

### Schönfeld
| Bild | Bezeichnung | Lage                                        | Datierung | Beschreibung | ID |
| ---- | ----------- | ------------------------------------------- | --------- | ------------ | -- |
| BW   | Schule      | Schönfeld, Reichenbacher Straße 203 (Karte) |           |              |    |